# Nekrolog 1. Quartal 1993
Nekrolog
◄◄
| ◄
| 1989
| 1990
| 1991
| 1992
| 1993 | 1994 | 1995 | 1996 | 1997 | ► | ►►
1. Quartal |
2. Quartal |
3. Quartal |
4. Quartal 1993
Weitere Ereignisse | Allgemeiner Nekrolog 1993
Die Beschreibung der verstorbenen Person sollte so kurz wie möglich gehalten sein und nur deren signifikante Tätigkeit(en) enthalten.
Neue Namen ggf. auch unter dem Geburts- und Sterbedatum, also etwa unter 1. Januar und im Geburts- und Sterbejahr (2024) eintragen (nur bei entsprechender großer Wichtigkeit). Für Beispiele siehe die schon vorhandenen Artikel.
Außerdem über die fünf zuletzt Verstorbenen, zu denen es einen ausreichend guten Artikel für eine Präsentation auf der Hauptseite gibt, nach der todesbedingten Überarbeitung der Artikel ggf. auch unter Wikipedia Diskussion:Hauptseite informieren und sie am besten auch in den anderen Wikipedia-Sprachversionen eintragen. Tipp: Regelmäßig bei news.google.de nach „ist tot“, „gestorben“ oder „verstorben“ suchen.
Wenn eine Person gestorben ist, gibt es viele Seiten zu dieser Person in der Wikipedia, die davon auch betroffen sind und entsprechend aktualisiert werden müssen. Beispiele: Namenübersichtsseite, Geburtsjahr, Geburtsort-Seiten und viele mehr.
Wie finde ich die betroffenen Seiten?
Im Suchfeld auf der linken Seite gibt man den Suchbegriff so ein: „Vorname Nachname“. Dann klickt man auf Volltext und alle Seiten mit entsprechendem Suchtext werden aufgerufen. Hier sieht man dann schnell, wo auch das Todesjahr Sinn macht oder sogar ein Teil des Artikels angepasst werden muss. Auch hilft das „Werkzeug“ auf der linken Seite sehr gut, um solche Seiten aufzufinden: „Links auf diese Seite“. Somit ist die Wikipedia wieder aktuell in allen Bereichen! Hinweis: bei Eintragung der Kategorie „Gestorben JAHR“ wird der Missbrauchsfilter 49 ausgelöst, was jedoch nicht schlimm ist. Siehe: Spezial:Missbrauchsfilter/49
Dies ist eine Liste von im ersten Quartal 1993 verstorbenen bekannten Persönlichkeiten. Die Einträge erfolgen innerhalb der einzelnen Daten alphabetisch sortiert. Tiere sind im Nekrolog für Tiere zu finden.

## Januar
| Tag        | Name                                 | Beruf, bekannt als                                                                                            | Alter | Beleg |
| ---------- | ------------------------------------ | --- | ----- | ----- |
| 1. Januar  | Ross Bass                            | US-amerikanischer Politiker                                                                                   | 74    |       |
| 1. Januar  | Tony Echavarría                      | dominikanischer Sänger und Kabarettist                                                                        | 66    |       |
| 1. Januar  | Joseph Kraus                         | deutscher Pädagoge und Hochschulprofessor                                                                     | 73    |       |
| 1. Januar  | Ferenc Pálinkás                      | ungarischer Offizier                                                                                          | 65    |       |
| 1. Januar  | Rudolf Tichý                         | tschechischer prähistorischer Archäologe                                                                      | 68    |       |
| 1. Januar  | Anna Wimschneider                    | deutsche Bäuerin und Schriftstellerin                                                                         | 73    |       |
| 2. Januar  | Sean Devereux                        | englischer salesianischer Volontär, Missionar und Entwicklungshelfer                                          |       |       |
| 2. Januar  | Elisa Fernandes                      | brasilianische Schauspielerin                                                                                 | 42    |       |
| 2. Januar  | Heinz Kohlhaas                       | deutscher Boxer                                                                                               | 80    |       |
| 2. Januar  | Wladimir Makogonow                   | aserbaidschanischer Schachspieler                                                                             | 88    |       |
| 2. Januar  | Rudi Supek                           | jugoslawischer Soziologe                                                                                      | 79    |       |
| 2. Januar  | Klaus Warncke                        | deutscher Ornithologe und Entomologe, spezialisiert auf Bienen                                                | 55    |       |
| 2. Januar  | Gerald T. Whelan                     | US-amerikanischer Politiker                                                                                   | 67    |       |
| 3. Januar  | Maria Cordes                         | deutsche Juristin, Rechtsanwältin, Notarin und Politikerin                                                    | 87    |       |
| 3. Januar  | Otto Eckl                            | österreichischer Tischtennisspieler                                                                           | 70    |       |
| 3. Januar  | Leah Feldman                         | fast 80 Jahre lang in der anarchistischen Bewegung aktiv                                                      | 94    |       |
| 3. Januar  | Franziska Liebing                    | deutsche Schauspielerin                                                                                       | 93    |       |
| 3. Januar  | Josef Naas                           | deutscher Mathematiker                                                                                        | 86    |       |
| 3. Januar  | Will Walls                           | US-amerikanischer American-Football-Spieler                                                                   | 80    |       |
| 3. Januar  | Reginald Pepys Winnington-Ingram     | britischer Klassischer Philologe                                                                              | 88    |       |
| 4. Januar  | Danie Craven                         | südafrikanischer Rugbyspieler                                                                                 | 82    |       |
| 04. Januar | Eldon Jenne                          | US-amerikanischer Leichtathlet                                                                                | 93    |       |
| 4. Januar  | Werner Jentsch                       | evangelisch-lutherischer Theologe und Pfarrer                                                                 | 79    |       |
| 4. Januar  | Ernest Leo Unterkoefler              | US-amerikanischer römisch-katholischer Geistlicher, Bischof von Charleston                                    | 75    |       |
| 4. Januar  | Roland Zimmer                        | deutscher Musikpädagoge, Hochschullehrer in Weimar                                                            | 59    |       |
| 5. Januar  | Juan Benet                           | spanischer Schriftsteller                                                                                     | 65    |       |
| 5. Januar  | Helmut Bischoff                      | deutscher SS-Obersturmbannführer und Oberregierungsrat, Leiter diverser Staatspolizeistellen im Dritten Reich | 84    |       |
| 5. Januar  | Westley Allan Dodd                   | US-amerikanischer Serienmörder                                                                                | 31    |       |
| 5. Januar  | Nijasbei Alexandrowitsch Dsjapschipa | sowjetischer Fußballspieler                                                                                   | 65    |       |
| 5. Januar  | Nicholas Mayall                      | US-amerikanischer Astronom                                                                                    | 86    |       |
| 5. Januar  | Wolfgang Paul                        | deutscher Schriftsteller und Journalist                                                                       | 74    |       |
| 5. Januar  | Klaas Wiersma                        | niederländischer Politiker (VVD) und Rechtswissenschaftler                                                    | 75    |       |
| 5. Januar  | Manfred Wimmer                       | deutscher Politiker (SPD), MdB                                                                                | 55    |       |
| 5. Januar  | Theo Zingg                           | Schweizer Zeitungsverleger und Verlagsmanager                                                                 | 67    |       |
| 5. Januar  | Florian Zogg                         | Schweizer Skisportler                                                                                         | 92    |       |
| 6. Januar  | Werner Albrecht                      | deutscher SED-Funktionär, Leiter der Allgemeinen Abteilung des ZK                                             | 71    |       |
| 6. Januar  | Tad Danielewski                      | US-amerikanischer Regisseur polnischer Abstammung                                                             | 71    |       |
| 6. Januar  | Dizzy Gillespie                      | US-amerikanischer Jazztrompeter, Komponist, Sänger, Arrangeur und Bandleader                                  | 75    |       |
| 6. Januar  | Charlotte Houtermans                 | deutschamerikanische Physikochemikerin                                                                        | 93    |       |
| 6. Januar  | Elke Kast                            | deutsche Fernsehansagerin                                                                                     |       |       |
| 6. Januar  | Richard Mortensen                    | dänischer Maler                                                                                               | 82    |       |
| 6. Januar  | Rudolf Chametowitsch Nurejew         | russisch-österreichischer Ballett-Tänzer                                                                      | 54    |       |
| 6. Januar  | Josef Stallhofer                     | deutscher Kunstmaler                                                                                          | 84    |       |
| 6. Januar  | Dewey Weber                          | US-amerikanischer Surfer                                                                                      | 54    |       |
| 7. Januar  | Christophe Bader                     | Schweizer, der beim Versuch, einen Sprengstoffanschlag auf das Berner Rathaus zu unternehmen, ums Leben kam   | 21    |       |
| 7. Januar  | John Cowley                          | britischer General                                                                                            | 87    |       |
| 7. Januar  | Karl Hellwig                         | deutscher Politiker (SPD), MdL                                                                                | 68    |       |
| 7. Januar  | Otto Klenert                         | deutscher Bürgermeister und Politiker (CDU)                                                                   | 77    |       |
| 7. Januar  | Günther Sante                        | deutscher Politiker (CDU), MdL                                                                                | 72    |       |
| 7. Januar  | Hennes Schmitz                       | deutscher Fußballspieler                                                                                      | 85    |       |
| 7. Januar  | Paddy Sloan                          | nordirischer Fußballspieler und -trainer                                                                      | 72    |       |
| 7. Januar  | Bill Vint                            | englischer Tischtennisfunktionär                                                                              |       |       |
| 8. Januar  | Hans Bertram                         | deutscher Flugpionier, Luftbildverleger, Filmregisseur, Drehbuchautor und Produktionsleiter                   | 86    |       |
| 8. Januar  | Alfred Courmes                       | französischer Maler des Surrealismus und Realismus                                                            | 94    |       |
| 8. Januar  | George Rudé                          | britischer marxistischer Neuzeit- und Sozialhistoriker                                                        | 82    |       |
| 8. Januar  | Herbert Trantow                      | deutscher Komponist                                                                                           | 89    |       |
| 8. Januar  | Hakija Turajlić                      | bosnischer Politiker und Geschäftsmann                                                                        |       |       |
| 9. Januar  | Mario Genta                          | italienischer Fußballspieler und Fußballtrainer                                                               | 80    |       |
| 9. Januar  | Paul Hasluck                         | australischer Politiker, Generalgouverneur und Außenminister                                                  | 87    |       |
| 9. Januar  | Viveca Serlachius                    | schwedische Schauspielerin                                                                                    | 69    |       |
| 9. Januar  | Janet Vaughan                        | britische Ärztin                                                                                              | 93    |       |
| 10. Januar | Günther Abendroth                    | deutscher Politiker (SPD), MdA                                                                                | 72    |       |
| 10. Januar | Werner Best                          | deutscher Politiker (SPD), MdL                                                                                | 65    |       |
| 10. Januar | Thomas B. Curtis                     | US-amerikanischer Politiker                                                                                   | 81    |       |
| 10. Januar | Luther Gulick                        | US-amerikanischer Politikwissenschaftler                                                                      | 100   |       |
| 10. Januar | Georges Mounin                       | französischer Linguist, Romanist, Italianist und Übersetzungswissenschaftler                                  | 82    |       |
| 10. Januar | Phyllis Wallace                      | US-amerikanische Wirtschaftswissenschaftlerin und Aktivistin                                                  | 71    |       |
| 11. Januar | Gotthardt Graupner                   | deutscher Politiker (CDU der DDR)                                                                             | 72    |       |
| 11. Januar | Elsa Piaggio                         | argentinische Pianistin und Musikpädagogin                                                                    | 86    |       |
| 12. Januar | Petre Bădeanțu                       | rumänischer Fußballspieler                                                                                    | 63    |       |
| 12. Januar | Józef Czapski                        | polnischer Autor und Maler in der Nachfolge des Fauvismus und von Paul Cézanne                                | 96    |       |
| 12. Januar | Otto F. Karde                        | deutscher Politiker (CDU), MdL                                                                                | 85    |       |
| 12. Januar | Pierre Nihant                        | belgischer Radrennfahrer                                                                                      | 67    |       |
| 12. Januar | Rudolf Warnholtz                     | deutscher Hockeyspieler                                                                                       | 86    |       |
| 13. Januar | Edivaldo Martins da Fonseca          | brasilianischer Fußballspieler                                                                                | 30    |       |
| 13. Januar | Mozart Camargo Guarnieri             | brasilianischer Komponist                                                                                     | 85    |       |
| 13. Januar | Douglas Heck                         | US-amerikanischer Diplomat                                                                                    | 74    |       |
| 13. Januar | Hans Jungwirth                       | österreichischer Finanzbeamter und Politiker (SPÖ), Landtagsabgeordneter, Abgeordneter zum Nationalrat        | 70    |       |
| 13. Januar | Helene J. Kantor                     | US-amerikanische Vorderasiatische Archäologin                                                                 | 73    |       |
| 13. Januar | Ludwig Metzger                       | deutscher Politiker (SPD), MdL, MdB, MdEP                                                                     | 90    |       |
| 13. Januar | René Pleven                          | französischer Politiker                                                                                       | 91    |       |
| 14. Januar | Victor Abens                         | luxemburgischer Widerstandskämpfer und Politiker, Mitglied der Chambre, MdEP                                  | 80    |       |
| 14. Januar | Geoff Brown                          | britischer Vulkanologe und Geologe                                                                            | 47    |       |
| 14. Januar | Gregor Determann                     | deutscher Politiker (Zentrum), MdB                                                                            | 81    |       |
| 14. Januar | Néstor García                        | kolumbianischer Vulkanologe und Geochemiker                                                                   |       |       |
| 14. Januar | Alexander Georgijewitsch Medakin     | russischer Fußballspieler                                                                                     | 55    |       |
| 14. Januar | Manfred Lachs                        | polnischer Diplomat und Rechtswissenschaftler                                                                 | 78    |       |
| 14. Januar | Robert A. Mattey                     | US-amerikanischer Spezialeffektekünstler                                                                      | 82    |       |
| 14. Januar | Igor Alexandrowitsch Menjailow       | russischer Vulkanologe und Geologe                                                                            | 55    |       |
| 14. Januar | Joseph Wäscher                       | deutscher Künstler und Bildhauer                                                                              | 73    |       |
| 15. Januar | Sammy Cahn                           | US-amerikanischer Songwriter und Musiker                                                                      | 79    |       |
| 15. Januar | J. Allen Frear                       | US-amerikanischer Politiker                                                                                   | 89    |       |
| 15. Januar | Annemarie von Gabain                 | deutsche Turkologin und Sinologin                                                                             | 91    |       |
| 15. Januar | William G. Hardwick                  | US-amerikanischer Politiker                                                                                   | 82    |       |
| 15. Januar | Henry Iba                            | US-amerikanischer Basketballtrainer                                                                           | 88    |       |
| 15. Januar | Volker Meier                         | deutscher Maler und Grafiker                                                                                  | 60    |       |
| 16. Januar | Glenn Corbett                        | US-amerikanischer Schauspieler                                                                                | 59    |       |
| 16. Januar | Hans-Joachim Gläser                  | deutscher Schauspieler                                                                                        | 51    |       |
| 16. Januar | Wilhelm Müller                       | deutscher Jurist                                                                                              | 90    |       |
| 16. Januar | Pawel Wassiljewitsch Rudakow         | sowjetischer Musiker und Filmschauspieler                                                                     | 77    |       |
| 16. Januar | Dionysios Zakythinos                 | griechischer Byzantinist                                                                                      |       |       |
| 17. Januar | Israel Brandmann                     | ukrainisch-israelischer Komponist, Dirigent und Geiger                                                        | 91    |       |
| 17. Januar | Barbara Buczek                       | polnische Komponistin, Pianistin und Musikpädagogin                                                           | 53    |       |
| 17. Januar | Albert Hourani                       | englischer Nahostgelehrter                                                                                    | 77    |       |
| 17. Januar | Werner Schulze                       | deutscher Agrarwissenschaftler                                                                                | 102   |       |
| 17. Januar | Li Stadelmann                        | deutsche Pianistin, Cembalistin und Musikpädagogin                                                            | 92    |       |
| 17. Januar | Walter Stein                         | deutscher Astronom und Hochschullehrer                                                                        | 88    |       |
| 17. Januar | William Zombory                      | rumänischer Fußballspieler                                                                                    | 87    |       |
| 18. Januar | Karl Bosl                            | deutscher Historiker                                                                                          | 84    |       |
| 18. Januar | Alfredo Bovet                        | italienischer Radrennfahrer                                                                                   | 83    |       |
| 18. Januar | Eleanor Hibbert                      | britische Schriftstellerin                                                                                    | 86    |       |
| 18. Januar | Oleh Holossij                        | ukrainischer Maler                                                                                            | 27    |       |
| 18. Januar | Josef Kaderka                        | österreichischer Musiker und Liedtexter                                                                       | 82    |       |
| 18. Januar | Hans Mikosch                         | deutscher Offizier, zuletzt Generalleutnant im Zweiten Weltkrieg                                              | 95    |       |
| 18. Januar | Wilhelm Rühle                        | deutscher Orgelbauer                                                                                          | 86    |       |
| 18. Januar | Václav Šprungl                       | tschechischer Maler und Grafiker                                                                              | 66    |       |
| 18. Januar | Constantine A. Trypanis              | griechischer Byzantinist, Neogräzist und Dichter                                                              | 83    |       |
| 18. Januar | James Venable                        | US-amerikanischer Anwalt und Imperial Wizard des Ku-Klux-Klan                                                 | 92    |       |
| 19. Januar | Hermann Kügler                       | deutscher Chemiker, Volkswirt und Jugendführer                                                                | 92    |       |
| 19. Januar | Albert Kurzwernhart                  | österreichischer römisch-katholischer Ordenspriester und ehemaliger Abt von Stift Seitenstetten               | 78    |       |
| 19. Januar | Jan Lauts                            | deutscher Kunsthistoriker und Museumsdirektor                                                                 | 84    |       |
| 19. Januar | Eberhard Freiherr von Medem          | deutscher Verwaltungsjurist                                                                                   | 79    |       |
| 19. Januar | Geoffrey H. Williamson               | britischer Ingenieur                                                                                          | 65    |       |
| 20. Januar | Joseph Anthony                       | US-amerikanischer Schauspieler, Regisseur und Tänzer                                                          | 80    |       |
| 20. Januar | Albrecht Beckel                      | deutscher Jurist und Politiker (CDU), MdL                                                                     | 67    |       |
| 20. Januar | Audrey Hepburn                       | britische Schauspielerin                                                                                      | 63    |       |
| 20. Januar | Christos Kapralos                    | griechischer Bildhauer                                                                                        | 83    |       |
| 20. Januar | Piet Peters                          | niederländischer Radrennfahrer                                                                                | 71    |       |
| 21. Januar | Felice Borel                         | italienischer Fußballspieler und Fußballtrainer                                                               | 78    |       |
| 21. Januar | Charlie Gehringer                    | US-amerikanischer Baseballspieler                                                                             | 89    |       |
| 21. Januar | Lotte Laserstein                     | deutsche Malerin                                                                                              | 94    |       |
| 21. Januar | Leo Löwenthal                        | deutscher Soziologe                                                                                           | 92    |       |
| 21. Januar | Daniel Mróz                          | polnischer Zeichner, Cartoonist, Illustrator und Bühnenbildner                                                | 75    |       |
| 21. Januar | Ján Zimmer                           | slowakischer Komponist und Pianist                                                                            | 66    |       |
| 22. Januar | Abe Kōbō                             | japanischer Schriftsteller                                                                                    | 68    |       |
| 22. Januar | Héctor De Bourgoing                  | argentinisch-französischer Fußballspieler                                                                     | 58    |       |
| 22. Januar | Guillermo Graetzer                   | argentinischer Komponist                                                                                      | 78    |       |
| 22. Januar | Jim Pollard                          | US-amerikanischer Basketballspieler                                                                           | 70    |       |
| 22. Januar | Erik Werner Tawaststjerna            | finnischer Musikwissenschaftler und Pianist                                                                   | 76    |       |
| 22. Januar | Brett Weston                         | US-amerikanischer Fotograf                                                                                    | 81    |       |
| 23. Januar | Thomas A. Dorsey                     | US-amerikanischer Blues- und Gospel-Sänger und Pianist                                                        | 93    |       |
| 23. Januar | Walter Erasmy                        | deutscher Journalist                                                                                          | 68    |       |
| 23. Januar | Charles Greenlee                     | US-amerikanischer Jazzmusiker und Komponist                                                                   | 65    |       |
| 23. Januar | Keith Laumer                         | US-amerikanischer Science-Fiction-Autor                                                                       | 67    |       |
| 23. Januar | Anthony Millar                       | irischer Politiker (Fianna Fáil)                                                                              | 58    |       |
| 23. Januar | Heinrich Pilger                      | deutscher Maler                                                                                               | 93    |       |
| 23. Januar | Wayne Raney                          | US-amerikanischer Old-Time- und Country-Musiker                                                               | 71    |       |
| 23. Januar | Hermann Viellieber                   | deutscher Politiker (CDU), MdL                                                                                | 76    |       |
| 24. Januar | Henry Abel Smith                     | britischer Offizier und Gouverneur von Queensland                                                             | 92    |       |
| 24. Januar | Don J. Bassman                       | US-amerikanischer Tontechniker                                                                                | 65    |       |
| 24. Januar | Friedhelm Dräger                     | deutscher Diplomat                                                                                            | 92    |       |
| 24. Januar | Gustav Ernesaks                      | sowjetisch-estnischer Komponist                                                                               | 84    |       |
| 24. Januar | Detlef Gerstenberg                   | deutscher Leichtathlet                                                                                        | 35    |       |
| 24. Januar | Josef Gülden                         | deutscher katholischer Geistlicher und Publizist                                                              | 85    |       |
| 24. Januar | Ernst-Georg Hüper                    | deutscher Politiker (SPD), MdL                                                                                | 66    |       |
| 24. Januar | John A. Lafore                       | US-amerikanischer Politiker                                                                                   | 87    |       |
| 24. Januar | Karl Larenz                          | deutscher Zivilrechtler und Rechtsphilosoph                                                                   | 89    |       |
| 24. Januar | Thurgood Marshall                    | US-amerikanischer Jurist und Bürgerrechtler, Richter am Obersten Gerichtshof der USA                          | 84    |       |
| 24. Januar | Éliane Montel                        | französische Physikerin                                                                                       | 94    |       |
| 24. Januar | Uğur Mumcu                           | türkischer Journalist und Schriftsteller                                                                      | 50    |       |
| 25. Januar | Frank Freidel                        | US-amerikanischer Historiker und Biograph von Franklin Delano Roosevelt                                       | 76    |       |
| 25. Januar | Martin Lohmann                       | deutscher Betriebswirtschaftler                                                                               | 91    |       |
| 25. Januar | Leah Neuberger                       | US-amerikanische Tischtennisspielerin                                                                         | 77    |       |
| 25. Januar | Hédi Nouira                          | tunesischer Politiker                                                                                         | 81    |       |
| 25. Januar | Liselotte von Rantzau-Essberger      | deutsche Reederin                                                                                             | 74    |       |
| 25. Januar | Kurt Schmidt-Clausen                 | deutscher lutherischer Theologe                                                                               | 72    |       |
| 26. Januar | Axel von dem Bussche                 | deutscher Offizier des Heeres während des Zweiten Weltkrieges                                                 | 73    |       |
| 26. Januar | Kenneth Gaburo                       | US-amerikanischer Komponist und Musikpädagoge                                                                 | 66    |       |
| 26. Januar | Jan Gies                             | niederländischer Widerstandskämpfer gegen den Nationalsozialismus                                             | 87    |       |
| 26. Januar | Robert Jacobsen                      | dänischer Bildhauer, Maler und Grafiker                                                                       | 80    |       |
| 26. Januar | Leonhard Märker                      | austroamerikanischer Komponist                                                                                | 82    |       |
| 26. Januar | Lizzi Natzler                        | österreichische Schauspielerin und Sängerin                                                                   | 83    |       |
| 26. Januar | Jeanne Sauvé                         | kanadische Journalistin und Politikerin, erste Generalgouverneurin von Kanada                                 | 70    |       |
| 26. Januar | Günter Johannes Stipa                | deutscher Finnougrist                                                                                         | 85    |       |
| 27. Januar | André the Giant                      | französischer Wrestler und Schauspieler                                                                       | 46    |       |
| 27. Januar | Harold Henry Beverage                | US-amerikanischer Elektrotechniker                                                                            | 99    |       |
| 27. Januar | Eddie Calhoun                        | US-amerikanischer Jazzmusiker                                                                                 | 71    |       |
| 27. Januar | Walter Heinzinger                    | österreichischer Politiker (ÖVP), Abgeordneter zum Nationalrat, Mitglied des Bundesrates                      | 56    |       |
| 27. Januar | Erik Mørk                            | dänischer Schauspieler                                                                                        | 67    |       |
| 28. Januar | Erik Herseth                         | norwegischer Segler, Opernsänger und Offizier                                                                 | 100   |       |
| 28. Januar | Helen Hogg                           | kanadische Astronomin                                                                                         | 87    |       |
| 28. Januar | Josep Maria Llompart                 | spanischer Dichter katalanischer Sprache, Romanist und Katalanist                                             | 67    |       |
| 28. Januar | Anatoli Iwanowitsch Parfenow         | russischer Ringer                                                                                             | 68    |       |
| 28. Januar | Kay Swift                            | US-amerikanische Komponistin                                                                                  | 95    |       |
| 28. Januar | Wilhelm Vaillant                     | deutscher Ingenieur, Unternehmer, Mediziner und Philanthrop                                                   | 83    |       |
| 28. Januar | Hannah Wilke                         | US-amerikanische Künstlerin                                                                                   | 52    |       |
| 29. Januar | Adetokunbo Adegboyega Ademola        | nigerianischer Rechtsanwalt und Richter                                                                       | 86    |       |
| 29. Januar | Gustav Hasford                       | US-amerikanischer Schriftsteller                                                                              | 45    |       |
| 29. Januar | Walter Kolbenhoff                    | deutscher Schriftsteller, Journalist und Rundfunkredakteur                                                    | 84    |       |
| 29. Januar | Lars Larsson                         | schwedischer Leichtathlet                                                                                     | 81    |       |
| 29. Januar | Kay Lorentz                          | deutscher Kabarettist, Gründer des Düsseldorfer Kabaretts Kom(m)ödchen                                        | 72    |       |
| 30. Januar | Lluis Bonet Gari                     | katalanischer Architekt                                                                                       | 99    |       |
| 30. Januar | Alexandra von Griechenland           | griechische Adelige, Prinzessin von Griechenland, Königin von Jugoslawien                                     | 71    |       |
| 30. Januar | Ryōichi Hattori                      | japanischer Jazzmusiker, Komponist und Songwriter                                                             | 85    |       |
| 30. Januar | James LuValle                        | US-amerikanischer Sprinter und Chemiker                                                                       | 80    |       |
| 30. Januar | Otto Roelen                          | deutscher Chemiker                                                                                            | 95    |       |
| 30. Januar | Hans Somborn                         | deutscher Schauspieler, Filmproduktionsleiter und Filmproduzent                                               | 88    |       |
| 30. Januar | Vincenzo Tomassi                     | italienischer Filmeditor                                                                                      | 55    |       |
| 30. Januar | Anton Wieser                         | österreichischer Skispringer                                                                                  | 72    |       |
| 31. Januar | Fritz Henle                          | deutscher Fotograf                                                                                            | 83    |       |
| 31. Januar | Friedrich Wilhelm Oediger            | deutscher Archivar und Historiker                                                                             | 85    |       |
| 31. Januar | Desiderius Papp                      | österreich-ungarisch-argentinischer Journalist und Wissenschaftshistoriker                                    | 97    |       |
| 31. Januar | Carola Sevel                         | dänische Schauspielerin                                                                                       | 77    |       |
| 31. Januar | Frithjof Ulleberg                    | norwegischer Fußballspieler                                                                                   | 81    |       |
| Januar     | John Edgington                       | britischer Leichtathlet                                                                                       | 56    |       |
| Januar     | Hellmut Meidt                        | deutscher Fußballtrainer                                                                                      | 82    |       |
| Januar     | Hans Schneider                       | deutscher Fußballtrainer                                                                                      | 79    |       |

## Februar
| Tag         | Name                              | Beruf, bekannt als                                                                                              | Alter | Beleg |
| ----------- | --------------------------------- | --- | ----- | ----- |
| 1. Februar  | Roberta Gropper                   | deutsche Politikerin (KPD, SED), MdR, MdV, Vorsitzende des DFD                                                  | 95    |       |
| 1. Februar  | Mehrab Shahrokhi                  | iranischer Fußballspieler                                                                                       | 48    |       |
| 1. Februar  | Sven Thofelt                      | schwedischer Fechter und Moderner Fünfkämpfer                                                                   | 88    |       |
| 2. Februar  | Gino Bechi                        | italienischer Sänger (Bariton) und Schauspieler                                                                 | 79    |       |
| 2. Februar  | Atli Bjørn                        | dänischer Jazzmusiker                                                                                           | 59    |       |
| 2. Februar  | Emilio Bulgarelli                 | italienischer Wasserballspieler                                                                                 | 75    |       |
| 2. Februar  | Clemente Fracassi                 | italienischer Filmproduzent und -regisseur                                                                      | 75    |       |
| 2. Februar  | Michael Klein                     | rumänischer Fußballspieler                                                                                      | 33    |       |
| 2. Februar  | Harry Nilsson                     | schwedischer Fußballspieler                                                                                     | 77    |       |
| 2. Februar  | Alexander Schneider               | US-amerikanischer Violinist                                                                                     | 84    |       |
| 2. Februar  | Helmut Schoeck                    | deutscher Soziologe                                                                                             | 70    |       |
| 2. Februar  | Adolf Voegeli                     | Schweizer Homöopath                                                                                             | 94    |       |
| 3. Februar  | Georg Augustin                    | deutscher Jurist                                                                                                | 88    |       |
| 3. Februar  | Françoys Bernier                  | kanadischer Dirigent, Pianist und Musikpädagoge                                                                 | 75    |       |
| 3. Februar  | Gianni Colombo                    | italienischer kinetischer Künstler                                                                              | 56    |       |
| 3. Februar  | Paul Emery                        | britischer Rennfahrer                                                                                           | 76    |       |
| 3. Februar  | Karel Goeyvaerts                  | belgischer Komponist                                                                                            | 69    |       |
| 4. Februar  | Semjon Michailowitsch Alexejew    | sowjetischer Flugzeugkonstrukteur                                                                               |       |       |
| 4. Februar  | Dieter Fingerhuth                 | deutscher Brigadegeneral der Bundeswehr                                                                         | 72    |       |
| 4. Februar  | Erling Høegh                      | grönländischer Landesrat und Pastor                                                                             | 69    |       |
| 4. Februar  | Rudolf Zeiser                     | deutscher Fußballspieler                                                                                        | 56    |       |
| 5. Februar  | Sidney Bernstein, Baron Bernstein | britischer Medienunternehmer                                                                                    | 94    |       |
| 5. Februar  | Seán Flanagan                     | irischer Politiker (Fianna Fáil), MdEP                                                                          | 71    |       |
| 5. Februar  | Rainer Gruenter                   | deutscher Germanist und Historiker, Gründungsrektor der Bergischen Universität Wuppertal                        | 74    |       |
| 5. Februar  | Hans Jonas                        | deutsch-amerikanischer Philosoph                                                                                | 89    |       |
| 5. Februar  | Joseph L. Mankiewicz              | US-amerikanischer Filmregisseur                                                                                 | 83    |       |
| 5. Februar  | Josef Molzer                      | österreichischer Politiker (ÖVP), Landtagsabgeordneter                                                          | 78    |       |
| 6. Februar  | Arthur Ashe                       | US-amerikanischer Tennisspieler                                                                                 | 49    |       |
| 6. Februar  | Dan Constantinescu                | rumänischer Komponist                                                                                           | 61    |       |
| 6. Februar  | Peter Molloy                      | englischer Fußballspieler, -trainer und -schiedsrichter                                                         | 83    |       |
| 6. Februar  | Georg Neemann                     | deutscher Gewerkschafter und Politiker (SPD), MdB                                                               | 75    |       |
| 6. Februar  | Egon Wilhelm Ramms                | deutscher Politiker (FDP), MdL, MdB                                                                             | 83    |       |
| 7. Februar  | Duilio Brignetti                  | italienischer Moderner Fünfkämpfer                                                                              | 76    |       |
| 7. Februar  | Nicolas Broca                     | belgischer Comiczeichner                                                                                        | 60    |       |
| 7. Februar  | Koenraad van der Gaast            | niederländischer Architekt                                                                                      | 69    |       |
| 7. Februar  | Julius Kunert                     | deutscher Unternehmer                                                                                           | 92    |       |
| 7. Februar  | Sammy Lowe                        | US-amerikanischer Jazz- und R&B-Musiker, Arrangeur und Orchesterleiter                                          | 74    |       |
| 7. Februar  | Fritz Straßner                    | deutscher Schauspieler                                                                                          | 73    |       |
| 8. Februar  | Filip Semjonowitsch Bondarenko    | ukrainischer Schachkomponist                                                                                    | 87    |       |
| 8. Februar  | Oto Grigalka                      | lettischer Kugelstoßer und Diskuswerfer                                                                         | 67    |       |
| 8. Februar  | William Ewing Hester              | US-amerikanischer Tennisfunktionär, Präsident der USTA                                                          | 80    |       |
| 8. Februar  | Wera Kamyschewa-Jelpatjewskaja    | sowjetische bzw. russische Paläontologin und Hochschullehrerin                                                  | 91    |       |
| 8. Februar  | Anthony Kramreither               | österreichischstämmiger Filmproduzent und Schauspieler in Kanada                                                | 66    |       |
| 8. Februar  | Roland Mousnier                   | französischer Historiker                                                                                        | 85    |       |
| 8. Februar  | Franz Schnyder                    | Schweizer Filmregisseur                                                                                         | 82    |       |
| 9. Februar  | Dmytro Bilokolos                  | sowjetischer Botschafter, Außenminister der Ukrainischen SSR (1966–1970)                                        | 81    |       |
| 9. Februar  | Wolfgang Binswanger               | Schweizer Psychiater und Psychoanalytiker                                                                       | 78    |       |
| 9. Februar  | Zenon Brzewski                    | polnischer Musikpädagoge und Geiger                                                                             | 69    |       |
| 9. Februar  | Bruno Carr                        | US-amerikanischer Jazz-Schlagzeuger                                                                             | 64    |       |
| 9. Februar  | Bill Grundy                       | britischer Fernsehmoderator                                                                                     | 69    |       |
| 9. Februar  | Will Höhne                        | deutscher Schlagersänger und Kabarettist                                                                        | 83    |       |
| 9. Februar  | Werner Lindemann                  | deutscher Schriftsteller                                                                                        | 66    |       |
| 9. Februar  | Donald Mackey                     | kanadischer Organist, Chorleiter und Musikpädagoge                                                              |       |       |
| 9. Februar  | Elwood Richard Quesada            | US-amerikanischer Generalleutnant der US Air Force, FAA-Administrator und Baseball-Funktionär                   | 88    |       |
| 9. Februar  | Rupert Wolfgruber senior          | österreichischer Politiker (ÖVP), Landtagsabgeordneter und Landesrat                                            | 79    |       |
| 10. Februar | Maurice Bourgès-Maunoury          | französischer Politiker und Ministerpräsident                                                                   | 78    |       |
| 10. Februar | Bengt Edlén                       | schwedischer Astrophysiker                                                                                      | 86    |       |
| 10. Februar | Jan Grossman                      | tschechischer Theaterregisseur, Literatur- und Theaterkritiker                                                  | 67    |       |
| 10. Februar | Gordon Hallett                    | kanadischer Pianist und Musikpädagoge                                                                           | 87    |       |
| 10. Februar | Hedwig Kenner                     | österreichische Klassische Archäologin                                                                          | 82    |       |
| 11. Februar | Tove Stang Dahl                   | norwegische Juristin (Frauenrecht)                                                                              | 54    |       |
| 11. Februar | Robert W. Holley                  | US-amerikanischer Biochemiker                                                                                   | 71    |       |
| 11. Februar | Newton Steers                     | US-amerikanischer Politiker                                                                                     | 76    |       |
| 12. Februar | James Patrick Bulger              | britisches Mordopfer                                                                                            | 2     |       |
| 12. Februar | Wilhelm Grünhagen                 | deutscher Klassischer Archäologe                                                                                | 77    |       |
| 12. Februar | Felix Sonnenfeld                  | brasilianischer Schachkomponist                                                                                 | 82    |       |
| 12. Februar | Mien de Wolff                     | niederländische Bildhauerin, Keramikerin, Malerin und Zeichnerin                                                | 81    |       |
| 13. Februar | Thomas Gibson                     | schottischer Chirurg und Immunologe                                                                             | 77    |       |
| 13. Februar | Willoughby Gray                   | englischer Bühnenschauspieler                                                                                   | 76    |       |
| 14. Februar | Elek Bacsik                       | ungarischer Jazzgeiger und Jazzgitarrist                                                                        | 66    |       |
| 14. Februar | Heinrich Bauer                    | deutscher Klassischer Archäologe                                                                                | 57    |       |
| 14. Februar | Pedro Cortina Mauri               | spanischer Politiker und Außenminister Spaniens                                                                 |       |       |
| 14. Februar | Eleazar Lipsky                    | US-amerikanischer Jurist, Drehbuchautor und Schriftsteller                                                      | 81    |       |
| 14. Februar | Veljko Milanković                 | serbischer Kriegsverbrecher und der Führer der paramilitärischen Einheit Vukovi sa Vučjaka                      | 38    |       |
| 14. Februar | Terry Reardon                     | kanadischer Eishockeyspieler und -trainer                                                                       | 73    |       |
| 14. Februar | Pierre Ruelle                     | belgischer Romanist, Mediävist und Dialektologe                                                                 | 81    |       |
| 15. Februar | Louis Häfliger                    | Schweizer Bankangestellter, Delegierter des Internationalen Komitees vom Roten Kreuz                            | 89    |       |
| 15. Februar | Paul Späni                        | Schweizer Tenor und Musikpädagoge                                                                               | 63    |       |
| 15. Februar | George Wallington                 | US-amerikanischer Jazzmusiker                                                                                   | 68    |       |
| 15. Februar | Ernst Werner                      | deutscher Historiker                                                                                            | 72    |       |
| 16. Februar | Willem den Boer                   | niederländischer Althistoriker                                                                                  | 78    |       |
| 16. Februar | Howard Brubeck                    | US-amerikanischer Komponist                                                                                     | 76    |       |
| 16. Februar | Franz Slawik                      | österreichischer Politiker (SPÖ), Landtagsabgeordneter, Landesrat in Niederösterreich                           | 57    |       |
| 16. Februar | Hans Wieseneder                   | österreichischer Geologe und Petrograph                                                                         | 86    |       |
| 17. Februar | Hans Baur                         | deutscher Pilot, SS-Gruppenführer und Generalleutnant der Waffen-SS und der Polizei, Adolf Hitlers Chefpilot... | 95    |       |
| 17. Februar | Jack Froggatt                     | englischer Fußballspieler                                                                                       | 70    |       |
| 17. Februar | Pouel Kern                        | dänischer Schauspieler                                                                                          | 84    |       |
| 17. Februar | Wilhelm Loth                      | deutscher Bildhauer                                                                                             | 72    |       |
| 17. Februar | Hans Scherbart                    | deutscher Hockeyspieler                                                                                         | 87    |       |
| 17. Februar | Josef Wicki                       | Schweizer Jesuit und Missionshistoriker                                                                         | 88    |       |
| 18. Februar | Marshall S. Carter                | US-amerikanischer Militär, Offizier in der United States Army und Direktor der NSA                              | 83    |       |
| 18. Februar | Karl Götz                         | deutscher Pianist, Bandleader und Schlagerkomponist                                                             | 70    |       |
| 18. Februar | Ted Haworth                       | US-amerikanischer Szenenbildner                                                                                 | 75    |       |
| 18. Februar | Allen Montgomery Lewis            | lucianischer Politiker, Generalgouverneur von St. Lucia                                                         | 83    |       |
| 18. Februar | Willi Marxsen                     | deutscher evangelischer Theologe, Neutestamentler                                                               | 73    |       |
| 18. Februar | Erwin Thiesies                    | deutscher Rugbyspieler                                                                                          | 84    |       |
| 19. Februar | Alexander Sergejewitsch Dawydow   | ukrainischer Physiker                                                                                           | 80    |       |
| 19. Februar | Wera Dawydowa                     | sowjetische bzw. georgische Mezzosopranistin und Hochschullehrerin                                              | 86    |       |
| 19. Februar | Andrea Hontschik                  | deutsche Schönheitskönigin und Fotomodell                                                                       | 33    |       |
| 19. Februar | Česlovas Kudaba                   | litauischer Politiker, Mitglied des Seimas und Geograph                                                         | 58    |       |
| 19. Februar | Ernst Leuninger                   | deutscher Politiker (SPD), MdL                                                                                  | 78    |       |
| 19. Februar | Yaman Okay                        | türkischer Theater-, Film- und Fernsehschauspieler                                                              | 41    |       |
| 19. Februar | Dieter Zoller                     | deutscher Prähistoriker                                                                                         | 71    |       |
| 20. Februar | Yvon Baarspul                     | niederländischer Dirigent                                                                                       | 74    |       |
| 20. Februar | Kuriyagawa Heigorō                | japanischer Skisportler                                                                                         | 84    |       |
| 20. Februar | Ferruccio Lamborghini             | italienischer Autobauer und Vater der Automarke Lamborghini                                                     | 76    |       |
| 20. Februar | Richard Luchsinger                | Schweizer HNO-Arzt und Hochschullehrer                                                                          | 92    |       |
| 20. Februar | Stefan Maletic                    | Priester der Serbisch-Orthodoxen Kirche und Opfer des Nationalsozialismus                                       | 75    |       |
| 20. Februar | Bernhard Stein                    | deutscher Theologe und Bischof von Trier                                                                        | 88    |       |
| 21. Februar | Alison Fairlie                    | britische Romanistin und Literaturwissenschaftlerin                                                             | 75    |       |
| 21. Februar | Richard Goldsmith White           | britischer Geheimdienstdirektor                                                                                 | 86    |       |
| 21. Februar | Horst Jannott                     | deutscher Versicherungsmanager                                                                                  | 65    |       |
| 21. Februar | Harvey Kurtzman                   | US-amerikanischer Comiczeichner                                                                                 | 68    |       |
| 21. Februar | Jean Lecanuet                     | französischer Politiker (MRP, CDS, UDF), Mitglied der Nationalversammlung, MdEP                                 | 72    |       |
| 21. Februar | Inge Lehmann                      | dänische Geodätin und Seismologin                                                                               | 104   |       |
| 21. Februar | Herbert Wahrendorf                | deutscher Pädagoge, Handballspieler und -funktionär                                                             | 73    |       |
| 22. Februar | Feng Zhi                          | chinesischer Lyriker, Übersetzer und Literaturwissenschaftler                                                   | 87    |       |
| 22. Februar | Franz Lanik                       | österreichischer Politiker (SPÖ), Vorarlberger Landtagsabgeordneter                                             | 77    |       |
| 22. Februar | Hein van de Poel                  | niederländischer Politiker                                                                                      | 77    |       |
| 22. Februar | Hugo Schrader                     | deutscher Schauspieler und Synchronsprecher                                                                     | 90    |       |
| 22. Februar | Paula Sluiter                     | niederländische Malerin und Zeichnerin                                                                          | 89    |       |
| 22. Februar | Sirio Vernati                     | Schweizer Fußballspieler                                                                                        | 85    |       |
| 23. Februar | Helmut Braselmann                 | deutscher Feldhandballspieler                                                                                   | 81    |       |
| 23. Februar | Michael Diller                    | deutscher Maler und Grafiker                                                                                    | 43    |       |
| 23. Februar | Alfred Dreifuß                    | deutscher Theaterschauspieler, Dramaturg, Regisseur und Publizist                                               | 90    |       |
| 23. Februar | Ludwig Eisenlohr junior           | deutscher Architekt                                                                                             | 98    |       |
| 23. Februar | Hans Hagen                        | Schweizer Fußballspieler                                                                                        | 65    |       |
| 23. Februar | Wes Landers                       | US-amerikanischer Jazzmusiker                                                                                   | 67    |       |
| 23. Februar | Raphael Nussbaum                  | deutscher Filmregisseur, Filmproduzent und Drehbuchautor                                                        | 61    |       |
| 23. Februar | Mario Pani Darqui                 | mexikanischer Architekt und Stadtplaner                                                                         | 81    |       |
| 23. Februar | Bénédict Remund                   | Schweizer Bildhauer und Bildender Künstler.                                                                     | 88    |       |
| 23. Februar | Pedro dos Santos                  | brasilianischer Perkussionist und Komponist                                                                     | 73    |       |
| 23. Februar | Phillip Terry                     | US-amerikanischer Schauspieler                                                                                  | 83    |       |
| 23. Februar | Robert Triffin                    | belgisch-US-amerikanischer Ökonom                                                                               | 81    |       |
| 23. Februar | Walburga Wegner                   | deutsche Sängerin                                                                                               | 84    |       |
| 24. Februar | Lynn Hope                         | US-amerikanischer R&B-Musiker                                                                                   | 66    |       |
| 24. Februar | Karl Löbe                         | deutscher Jurist und Politiker (FDP), MdB                                                                       | 81    |       |
| 24. Februar | Bobby Moore                       | englischer Fußballspieler                                                                                       | 51    |       |
| 24. Februar | Chaim L. Pekeris                  | israelischer Physiker                                                                                           | 84    |       |
| 24. Februar | Denis Vaucher                     | Schweizer Offizier und Skisportler                                                                              | 95    |       |
| 25. Februar | Eddie Constantine                 | US-amerikanischer Filmschauspieler und Chansonnier                                                              | 75    |       |
| 25. Februar | Hermann Eidenbenz                 | Schweizer Graphiker und Briefmarkenkünstler                                                                     | 90    |       |
| 25. Februar | Abram B. Enns                     | schwarzmeerdeutscher Schriftsteller, Kunstkritiker und Pädagoge                                                 | 105   |       |
| 25. Februar | Roger Rochard                     | französischer Langstreckenläufer                                                                                | 79    |       |
| 25. Februar | Leopold Tajner                    | polnischer nordischer Skisportler                                                                               | 71    |       |
| 26. Februar | John Besford                      | britischer Schwimmer                                                                                            | 82    |       |
| 26. Februar | Katharina de Bruyn                | bayerische Volksschauspielerin                                                                                  | 52    |       |
| 26. Februar | Kurt Griese                       | deutscher Kriminalpolizist und SS-Führer                                                                        | 83    |       |
| 26. Februar | Fletcher Knebel                   | US-amerikanischer Schriftsteller und Journalist                                                                 | 81    |       |
| 26. Februar | Beaumont Newhall                  | US-amerikanischer Autor, Kunst- und Fotohistoriker, Fotograf und Kurator                                        | 84    |       |
| 26. Februar | Giulio Oggioni                    | italienischer Geistlicher, Bischof von Bergamo                                                                  | 76    |       |
| 26. Februar | Arthur Maria Rabenalt             | deutscher Filmregisseur                                                                                         | 87    |       |
| 26. Februar | Ludwig Röder                      | deutscher Dichter, Schriftsteller und Astrologe                                                                 | 75    |       |
| 26. Februar | Hermann Schmidt                   | deutscher Mathematiker und Hochschullehrer                                                                      | 90    |       |
| 27. Februar | Pina Carmirelli                   | italienische Violinistin                                                                                        | 79    |       |
| 27. Februar | Gerhard Daub                      | deutscher Politiker (FDP), MdL                                                                                  | 64    |       |
| 27. Februar | Wilhelm Dreier                    | katholischer Wirtschaftswissenschaftler und Sozialethiker                                                       | 65    |       |
| 27. Februar | Lillian Gish                      | US-amerikanische Schauspielerin                                                                                 | 99    |       |
| 27. Februar | Manfred Kossok                    | deutscher Historiker                                                                                            | 62    |       |
| 27. Februar | Walker Smith                      | US-amerikanischer Leichtathlet                                                                                  | 96    |       |
| 27. Februar | Alois Strohmayr                   | deutscher Politiker (SPD), MdL, MdB                                                                             | 84    |       |
| 27. Februar | Ulrich Tränkle                    | deutscher Psychologe und Hochschullehrer                                                                        |       |       |
| 27. Februar | Marģeris Zariņš                   | lettischer Komponist und Schriftsteller                                                                         | 82    |       |
| 28. Februar | Franco Brusati                    | italienischer Dramatiker, Drehbuchautor und Filmregisseur                                                       | 70    |       |
| 28. Februar | Henri Baum                        | deutschstämmiger französischer Filmproduzent und Produktionsleiter                                              | 85    |       |
| 28. Februar | Benoît Carrara                    | französischer Skilangläufer                                                                                     | 66    |       |
| 28. Februar | Ishirō Honda                      | japanischer Filmregisseur                                                                                       | 81    |       |
| 28. Februar | Ruby Keeler                       | US-amerikanische Schauspielerin                                                                                 | 83    |       |
| 28. Februar | Heinrich Kempf                    | Schweizer Maschinenbauingenieur und Unternehmer                                                                 | 88    |       |
| 28. Februar | Ilkka Koski                       | finnischer Boxer                                                                                                | 64    |       |
| 28. Februar | Karl Richard Tschon               | deutscher Schriftsteller                                                                                        | 69    |       |
| Februar     | Hans Rinn                         | deutscher Bankmanager und Industrieller                                                                         | 93    |       |

## März
| Tag      | Name                             | Beruf, bekannt als                                                                                              | Alter | Beleg |
| -------- | -------------------------------- | --- | ----- | ----- |
| 1. März  | Arnold Dannenmann                | deutscher evangelischer Theologe und Gründer des Christlichen Jugenddorfwerks Deutschlands (CJD)                | 86    |       |
| 1. März  | Rudolph Glossop                  | britischer Geotechniker                                                                                         | 91    |       |
| 1. März  | Arnold Hirtz                     | Schweizer Eishockeytorwart                                                                                      | 82    |       |
| 1. März  | Julian von Károlyi               | ungarischer Pianist                                                                                             | 79    |       |
| 1. März  | Jorge Martínez Zárate            | argentinischer Gitarrist und Komponist                                                                          | 69    |       |
| 1. März  | Oleg Alexandrowitsch Saizew      | russischer Eishockeyspieler                                                                                     | 53    |       |
| 2. März  | Julius Ebert                     | dänischer Mittel- und Langstreckenläufer                                                                        | 94    |       |
| 2. März  | Erwin Folger                     | deutscher Politiker (SPD), MdB                                                                                  | 83    |       |
| 2. März  | Hans Hilfiker                    | Schweizer Elektroingenieur und der Gestalter der Schweizer Bahnhofsuhr                                          | 91    |       |
| 2. März  | Timothy Killeen                  | irischer Politiker                                                                                              | 69    |       |
| 2. März  | Ryszard Kwiatkowski              | polnischer Komponist                                                                                            | 61    |       |
| 2. März  | Carlos Marcello                  | italo-amerikanischer Mafioso                                                                                    | 83    |       |
| 2. März  | Veljko Poduje                    | jugoslawischer Fußballspieler und -trainer                                                                      | 86    |       |
| 2. März  | Annemarie Schradiek              | deutsche Schauspielerin                                                                                         | 85    |       |
| 3. März  | Robert Carricart                 | französisch-US-amerikanischer Schauspieler                                                                      | 76    |       |
| 3. März  | Charlotte Flemming               | deutsche Kostümbildnerin                                                                                        | 72    |       |
| 3. März  | Carlos Montoya                   | spanischer Flamenco-Gitarrist                                                                                   | 89    |       |
| 3. März  | Albert Sabin                     | US-amerikanischer Arzt, Virologie, Entwickler der Polio-Schluckimpfung                                          | 86    |       |
| 3. März  | Gerhard Schenck                  | deutscher Pharmazeut, Rektor der Freien Universität Berlin                                                      | 88    |       |
| 3. März  | Heinz Strobl                     | deutscher Kommunalbeamter                                                                                       | 73    |       |
| 4. März  | Jerome Ambro                     | US-amerikanischer Politiker                                                                                     | 64    |       |
| 4. März  | Georgette Anys                   | US-französische Film- und Theaterschauspielerin                                                                 | 83    |       |
| 4. März  | Anšlavs Eglītis                  | lettischer Schriftsteller                                                                                       | 86    |       |
| 4. März  | Art Hodes                        | US-amerikanischer Jazzmusiker und -Journalist                                                                   | 88    |       |
| 4. März  | Tomislav Ivčić                   | kroatischer Sänger, Komponist und Politiker                                                                     | 40    |       |
| 4. März  | Théo Kerg                        | luxemburgischer Maler, Grafiker und Bildhauer                                                                   | 83    |       |
| 4. März  | Izaak Kolthoff                   | niederländisch-US-amerikanischer Chemiker                                                                       | 99    |       |
| 4. März  | Emil Lohkamp                     | deutscher Schauspieler und Hörspielsprecher                                                                     | 90    |       |
| 4. März  | John McMichael                   | britischer Kardiologe                                                                                           | 88    |       |
| 4. März  | Nicholas Ridley                  | britischer Politiker                                                                                            | 64    |       |
| 4. März  | Ebba With                        | dänische Schauspielerin                                                                                         | 85    |       |
| 5. März  | Hans Christian Blech             | deutscher Schauspieler                                                                                          | 78    |       |
| 5. März  | Cyril Collard                    | französischer Regisseur                                                                                         | 35    |       |
| 5. März  | Herschel Daugherty               | US-amerikanischer Filmregisseur                                                                                 | 82    |       |
| 5. März  | Wallace Givens                   | US-amerikanischer Mathematiker und Pionier in der Informatik                                                    | 82    |       |
| 5. März  | Egil Borgen Johansen             | norwegischer Bogenschütze                                                                                       | 58    |       |
| 5. März  | Heinz Korn                       | deutscher Schlagerkomponist und Liedtexter                                                                      | 69    |       |
| 5. März  | Horst Morgenstern                | deutscher Maler und Grafiker                                                                                    | 71    |       |
| 5. März  | Elisabeth Rechnitzer             | österreichischer Politiker (ÖVP), Landtagsabgeordnete im Burgenland                                             | 55    |       |
| 5. März  | Michel Riquet                    | französischer römisch-katholischer Geistlicher, Theologe, Jesuit und Autor                                      | 94    |       |
| 6. März  | Eberhard Frey                    | deutscher Maler und Grafiker                                                                                    | 77    |       |
| 6. März  | Walther Geiser                   | Schweizer Komponist und Musikpädagoge                                                                           | 95    |       |
| 6. März  | Walther Siegmund-Schultze        | deutscher Musikwissenschaftler und Hochschullehrer                                                              | 76    |       |
| 6. März  | Bedri Yağan                      | türkischer Führungskader der Dev-Sol                                                                            |       |       |
| 7. März  | Duane Carter                     | US-amerikanischer Rennfahrer                                                                                    | 80    |       |
| 7. März  | John Merrill Knapp               | US-amerikanischer Musikwissenschaftler                                                                          | 78    |       |
| 7. März  | Anneliese Krenzlin               | deutsche Humangeographin                                                                                        | 89    |       |
| 7. März  | Martti Larni                     | finnischer Schriftsteller und Journalist                                                                        | 83    |       |
| 7. März  | Josef Steindl                    | österreichischer Wirtschaftswissenschaftler                                                                     | 80    |       |
| 8. März  | Don Barksdale                    | US-amerikanischer Basketballspieler                                                                             | 69    |       |
| 8. März  | Wilhelm Georg Berger             | rumänischer Komponist und Musikwissenschaftler                                                                  | 63    |       |
| 8. März  | Johan Bodegraven                 | niederländischer Reporter und Radiosprecher                                                                     | 78    |       |
| 8. März  | Jean Delemer                     | französischer Automobilrennfahrer                                                                               | 89    |       |
| 8. März  | Billy Eckstine                   | US-amerikanischer Jazzsänger und Bandleader                                                                     | 78    |       |
| 8. März  | Erwin Henning                    | deutscher Maler                                                                                                 | 91    |       |
| 8. März  | Anna Oppermann                   | deutsche bildende Künstlerin                                                                                    | 53    |       |
| 8. März  | Singleton Palmer                 | US-amerikanischer Jazzmusiker                                                                                   | 79    |       |
| 8. März  | Franz Petri                      | deutscher Geschichtswissenschaftler                                                                             | 90    |       |
| 8. März  | Theodore Ryder                   | US-amerikanischer Patient, Langzeitüberlebender Diabetes-Patient, der zu den ersten Patienten zählte, die mi... | 76    |       |
| 8. März  | Berent Schwineköper              | deutscher Archivar und Historiker                                                                               | 80    |       |
| 9. März  | Robert Billerbeck                | deutscher Filmkaufmann                                                                                          | 72    |       |
| 9. März  | Bob Crosby                       | US-amerikanischer Sänger und Schauspieler                                                                       | 79    |       |
| 9. März  | Mustafa Demiral                  | türkisches Opfer rechtsextremer Gewalt                                                                          |       |       |
| 9. März  | Ottomar Hansen                   | deutscher Offizier, zuletzt Generalmajor der Bundeswehr                                                         | 88    |       |
| 9. März  | Eduard Kneifel                   | deutscher lutherischer Geistlicher und Kirchenhistoriker                                                        | 96    |       |
| 9. März  | Cyril Northcote Parkinson        | britischer Historiker, Soziologe und Publizist                                                                  | 83    |       |
| 9. März  | Pawel Pawlowitsch Pawlenko       | russischer Schauspieler                                                                                         | 90    |       |
| 9. März  | Edwin Vásquez                    | peruanischer Sportschütze                                                                                       | 70    |       |
| 9. März  | Emma Wahler                      | deutsche Politikerin                                                                                            | 86    |       |
| 9. März  | Max August Zorn                  | US-amerikanischer Mathematiker und Hochschullehrer                                                              | 86    |       |
| 10. März | Garé Barks                       | US-amerikanische Malerin                                                                                        | 75    |       |
| 10. März | Erich Kalteis                    | österreichischer Politiker (SPÖ), Landtagsabgeordneter                                                          | 66    |       |
| 10. März | Paul Renz                        | deutscher Fußballtrainer                                                                                        | 72    |       |
| 10. März | Wladimir Grigorjewitsch Sutejew  | russischer Kinderbuchautor                                                                                      | 89    |       |
| 10. März | Guido Wieland                    | österreichischer Kammer- und Filmschauspieler, Regisseur und Operettenbuffo                                     | 86    |       |
| 11. März | Dino Bravo                       | kanadischer Wrestler                                                                                            | 44    |       |
| 11. März | Manuel da Fonseca                | portugiesischer Schriftsteller                                                                                  | 81    |       |
| 11. März | Rui Nogar                        | mosambikanischer Schriftsteller                                                                                 | 58    |       |
| 11. März | Kevin Oldham                     | US-amerikanischer Pianist und Komponist                                                                         | 32    |       |
| 11. März | Dan Simonescu                    | rumänischer Romanist, Rumänist und Buchwissenschaftler                                                          | 90    |       |
| 11. März | Irene Ware                       | US-amerikanische Schauspielerin                                                                                 | 82    |       |
| 12. März | Iuliu Bodola                     | rumänischer und ungarischer Fußballspieler                                                                      | 81    |       |
| 12. März | Frère Robert                     | französischer Arzt und einer der ersten sieben Brüder der Communauté de Taizé                                   |       |       |
| 12. März | Michael Kanin                    | US-amerikanischer Drehbuchautor                                                                                 | 83    |       |
| 12. März | Friedrich Kurtz                  | deutscher Oberleutnant der Wehrmacht                                                                            | 78    |       |
| 12. März | Annamalai Ramanathan             | indischer Mathematiker                                                                                          | 46    |       |
| 12. März | Mac Speedie                      | US-amerikanischer American-Football-Spieler und -Trainer                                                        | 73    |       |
| 12. März | Henry Underhill, Baron Underhill | britischer Politiker                                                                                            | 78    |       |
| 12. März | Wang Zhen                        | chinesischer Politiker und Militärperson                                                                        | 84    |       |
| 12. März | Christian Zinsser                | deutscher Diplomat                                                                                              | 85    |       |
| 13. März | Jewgeni Iwanowitsch Afanassenko  | sowjetischer Politiker und Diplomat                                                                             | 78    |       |
| 13. März | Gene Hartley                     | US-amerikanischer Rennfahrer                                                                                    | 67    |       |
| 13. März | Alexander Menne                  | deutscher Manager und Politiker (FDP), MdB                                                                      | 88    |       |
| 13. März | Karl Möller                      | deutscher Politiker (CDU), MdL                                                                                  | 73    |       |
| 13. März | José Muñoz Cota                  | mexikanischer Schriftsteller und Botschafter                                                                    | 86    |       |
| 13. März | Ann Way                          | britische Schauspielerin                                                                                        | 77    |       |
| 14. März | John Dembeck                     | kanadischer Geiger und Bratschist                                                                               |       |       |
| 14. März | Ahmad Ebādi                      | iranischer Setarspieler                                                                                         |       |       |
| 14. März | Thore Enochsson                  | schwedischer Leichtathlet                                                                                       | 84    |       |
| 14. März | Gaetano Kanizsa                  | italienischer Psychologe                                                                                        | 79    |       |
| 14. März | Heinz Tobien                     | deutscher Paläontologe                                                                                          | 81    |       |
| 15. März | Georgette Chen                   | chinesische Malerin, später singapurische                                                                       | 86    |       |
| 15. März | Ricardo Manuel Arias Espinoza    | 29. Staatspräsident von Panama                                                                                  | 80    |       |
| 15. März | Otto Färber                      | deutscher Journalist und Schriftsteller                                                                         | 101   |       |
| 15. März | Erhard Lucas                     | deutscher Historiker                                                                                            |       |       |
| 15. März | Karl Mai                         | deutscher Fußballspieler                                                                                        | 64    |       |
| 15. März | Thomas Schleusing                | deutscher Illustrator und Karikaturist                                                                          | 55    |       |
| 16. März | Lisa-Marie Blum                  | deutsche Schriftstellerin, Malerin und Zeichnerin                                                               | 81    |       |
| 16. März | Natália Correia                  | portugiesische Autorin                                                                                          | 69    |       |
| 16. März | Johnny Cymbal                    | US-amerikanischer Songwriter, Sänger und Schallplattenproduzent                                                 | 48    |       |
| 16. März | Muhammad Khan Junejo             | pakistanischer Politiker, Premierminister (1985–1988)                                                           | 60    |       |
| 16. März | Ryū Chishū                       | japanischer Schauspieler                                                                                        | 88    |       |
| 16. März | Erich Valentin                   | deutscher Musikwissenschaftler                                                                                  | 86    |       |
| 16. März | Odiel Van Den Meersschaut        | belgischer Radrennfahrer                                                                                        | 73    |       |
| 17. März | Wilhelm Albrecht                 | deutscher Sanitätsoffizier                                                                                      | 87    |       |
| 17. März | Alfred Fernholz                  | deutscher Psychiater und Organisator der nationalsozialistischen Krankenmorde in Sachsen                        | 88    |       |
| 17. März | Helen Hayes                      | US-amerikanische Schauspielerin                                                                                 | 92    |       |
| 17. März | Francis Michaelappa              | indischer Geistlicher, Bischof von Mysore                                                                       | 67    |       |
| 17. März | John Joyce Russell               | US-amerikanischer Geistlicher, Bischof von Richmond                                                             | 95    |       |
| 17. März | António José Saraiva             | portugiesischer Romanist und Lusitanist                                                                         | 75    |       |
| 17. März | Thea Schmidt-Keune               | deutsche Schauspielerin und Sängerin                                                                            | 72    |       |
| 17. März | Heinz von Schumann               | deutscher Organist und Chordirigent                                                                             | 82    |       |
| 17. März | Klemens Tietmeyer                | deutscher Tischtennisspieler                                                                                    | 55    |       |
| 17. März | Thorstein Treholt                | norwegischer Politiker (Arbeiderpartiet), Minister und Fylkesmann                                               | 81    |       |
| 18. März | William K. Boardman              | US-amerikanischer Politiker                                                                                     | 78    |       |
| 18. März | Kenneth Ewart Boulding           | US-amerikanischer Wirtschaftswissenschaftler                                                                    | 83    |       |
| 18. März | George Hamilton Cady             | US-amerikanischer Chemiker                                                                                      | 87    |       |
| 18. März | Elemér Gyetvai                   | ungarischer Tischtennisspieler und -trainer                                                                     | 65    |       |
| 18. März | Otto Mohrmann                    | deutscher Redakteur und Politiker (SPD), MdL Bayern                                                             | 91    |       |
| 18. März | Nunzio Montanari                 | italienischer Pianist und Komponist                                                                             | 77    |       |
| 19. März | Alexei Iwanowitsch Adschubei     | sowjetischer Journalist, Publizist und Politiker                                                                | 69    |       |
| 19. März | Karen Dalton                     | US-amerikanische Folksängerin, Gitarre- und Banjospielerin                                                      | 55    |       |
| 19. März | Georges Garvarentz               | französischer Komponist und Arrangeur                                                                           | 60    |       |
| 19. März | Mila Hoffmann-Lederer            | deutsche Gestalterin, Schriftstellerin und Dozentin                                                             | 90    |       |
| 19. März | Gerhard Mertins                  | deutscher Militär, Mitglied der Waffen-SS und Waffenexporteur                                                   | 73    |       |
| 19. März | Roger Michelot                   | französischer Boxer                                                                                             | 80    |       |
| 20. März | Nasir Ahmad                      | pakistanischer Hockeyspieler und Olympiasieger                                                                  | 60    |       |
| 20. März | Robert Burnham, Jr.              | US-amerikanischer Astronom                                                                                      | 61    |       |
| 20. März | Børge Jessen                     | dänischer Mathematiker                                                                                          | 85    |       |
| 20. März | Gerhard Krefft                   | deutscher Ichthyologe und Herpetologe                                                                           | 80    |       |
| 20. März | Alfred Krumbach                  | deutscher Polizist, Kriminalkommissar der Gestapo und SS-Angehöriger                                            | 81    |       |
| 20. März | Polykarp Kusch                   | US-amerikanischer Physiker                                                                                      | 82    |       |
| 20. März | Gerard Sekoto                    | südafrikanischer Maler                                                                                          | 79    |       |
| 20. März | Toni Spiss                       | österreichischer Skirennläufer                                                                                  | 62    |       |
| 20. März | Elfriede Walesca Tielsch         | deutsche Philosophin                                                                                            | 83    |       |
| 21. März | Sebastiano Baggio                | italienischer Kardinal der römisch-katholischen Kirche                                                          | 79    |       |
| 21. März | Józef Bogusz                     | polnischer Chirurg, Ethiker und Medizinhistoriker                                                               | 88    |       |
| 21. März | Charles Dauner                   | US-amerikanischer Handballspieler                                                                               | 88    |       |
| 21. März | Phyllis Holtby                   | kanadische Pianistin, Cembalistin und Musikpädagogin                                                            | 86    |       |
| 21. März | Michael Clark Hutchison          | britischer Politiker                                                                                            | 79    |       |
| 21. März | Lucy Lameck                      | tansanische Politikerin                                                                                         |       |       |
| 21. März | Albert Ramon                     | belgischer Radrennfahrer                                                                                        | 72    |       |
| 21. März | Buddy Swan                       | US-amerikanischer Kinderdarsteller                                                                              | 63    |       |
| 21. März | Walther Wüst                     | deutscher Indogermanist                                                                                         | 91    |       |
| 22. März | Samiha Ayverdi                   | türkische Autorin und Mystikerin                                                                                | 87    |       |
| 22. März | Enzo Fiermonte                   | italienischer Boxer und Schauspieler                                                                            | 84    |       |
| 22. März | Georgette Legée                  | französische Wissenschaftshistorikerin                                                                          | 78    |       |
| 22. März | Ernst-Günther von Luckner        | deutscher Klosterpropst von Uetersen                                                                            | 73    |       |
| 22. März | Gret Palucca                     | deutsche Tänzerin und Tanzpädagogin                                                                             | 91    |       |
| 22. März | Edith Potter                     | US-amerikanische Ärztin und Wissenschaftlerin                                                                   | 91    |       |
| 23. März | Kurt Burkhardt                   | deutscher Politiker (DBD), MdV                                                                                  | 77    |       |
| 23. März | Denis Parsons Burkitt            | nordirischer Chirurg                                                                                            | 82    |       |
| 23. März | Shlomo Na’aman                   | israelischer Sozialhistoriker                                                                                   | 80    |       |
| 23. März | Jewdokija Andrejewna Nikulina    | sowjetische Bomberpilotin                                                                                       | 75    |       |
| 23. März | László Pákozdi                   | ungarisch-chilenischer Fußballspieler und -trainer                                                              | 76    |       |
| 23. März | Hans Werner Richter              | deutscher Schriftsteller                                                                                        | 84    |       |
| 23. März | Suzanne Roubaud                  | französische Englischlehrerin und Mitglied der Résistance                                                       | 85    |       |
| 23. März | Serizawa Kōjirō                  | japanischer Lyriker, Erzähler und Essayist                                                                      | 96    |       |
| 24. März | Julián de Ajuriaguerra           | hispanofranzösischer Neuropsychiater und Psychoanalytiker                                                       | 82    |       |
| 24. März | Alice Bacon, Baroness Bacon      | britische Politikerin (Labour Party), Mitglied des House of Commons                                             | 83    |       |
| 24. März | Imogen Carpenter                 | US-amerikanische Schauspielerin, Musikerin, Komponistin und Musiklehrerin                                       | 81    |       |
| 24. März | Karen Gershon                    | Deutsch-britische Schriftstellerin                                                                              | 69    |       |
| 24. März | John Hersey                      | US-amerikanischer Schriftsteller und Journalist                                                                 | 78    |       |
| 24. März | Martha Kunig-Rinach              | deutsche Schauspielerin und Sängerin in der Stimmlage Mezzosopran                                               | 93    |       |
| 24. März | Fritz Lamerdin                   | deutscher Forstbeamter                                                                                          | 81    |       |
| 24. März | Pierre Naville                   | französischer Surrealist, Führer der französischen Trotzkisten, Politiker und Soziologe                         | 89    |       |
| 24. März | Herbert Tenzer                   | US-amerikanischer Jurist und Politiker                                                                          | 87    |       |
| 25. März | Klaus Fischer                    | deutscher Indologe                                                                                              | 73    |       |
| 25. März | Henry Huff                       | US-amerikanischer Jazzmusiker                                                                                   |       |       |
| 25. März | Erich Klausnitzer                | deutscher Lehrer, Stifter-Forscher, Schriftsteller und Maler                                                    | 90    |       |
| 25. März | Louis Mercier                    | US-amerikanischer Schauspieler                                                                                  | 92    |       |
| 25. März | Jake Porter                      | US-amerikanischer Jazzmusiker und Musikproduzent                                                                | 76    |       |
| 25. März | Wolfgang Ritter                  | deutscher Kaufmann und Unternehmer                                                                              | 87    |       |
| 25. März | Frieda Stoppenbrink-Buchholz     | deutsche Hilfsschulpädagogin                                                                                    | 95    |       |
| 26. März | Cale Boggs                       | US-amerikanischer Politiker                                                                                     | 83    |       |
| 26. März | Else Bongers                     | deutsche Schauspiellehrerin                                                                                     | 92    |       |
| 26. März | Jean David                       | israelischer Grafiker und Maler                                                                                 | 84    |       |
| 26. März | Volker Eckstein                  | deutscher Schauspieler                                                                                          | 46    |       |
| 26. März | Reuben Fine                      | US-amerikanischer Schachmeister und Psychoanalytiker                                                            | 78    |       |
| 26. März | Anatoli Antonowitsch Jazkow      | sowjetischer Diplomat und Spion                                                                                 | 79    |       |
| 26. März | Hans Leibundgut                  | Schweizer Forstwissenschaftler                                                                                  | 83    |       |
| 26. März | Roy Riegels                      | US-amerikanischer American-Football-Spieler                                                                     | 84    |       |
| 26. März | Willi Schäferdiek                | deutscher Schriftsteller                                                                                        | 90    |       |
| 27. März | Kamal Hasan Ali                  | ägyptischer Politiker                                                                                           | 71    |       |
| 27. März | Charles Anderson                 | US-amerikanischer Vielseitigkeitsreiter                                                                         | 78    |       |
| 27. März | Vicent Andrés Estellés           | valencianischer Journalist, Schriftsteller und Dichter                                                          | 68    |       |
| 27. März | Elizabeth Holloway Marston       | US-amerikanische Psychologin                                                                                    | 100   |       |
| 27. März | Clifford Jordan                  | US-amerikanischer Jazz-Saxophonist                                                                              | 61    |       |
| 27. März | Paul László                      | ungarisch-US-amerikanischer Architekt und Innenarchitekt                                                        | 93    |       |
| 27. März | Kate Reid                        | kanadische Schauspielerin                                                                                       | 62    |       |
| 27. März | Ulrich Sonnemann                 | deutscher Schriftsteller und Philosoph                                                                          | 81    |       |
| 27. März | Ernst Streng                     | deutscher Radrennfahrer                                                                                         | 51    |       |
| 28. März | Scott Cunningham                 | US-amerikanischer Paganist                                                                                      | 36    |       |
| 28. März | Leone Lane                       | US-amerikanische Schauspielerin                                                                                 | 84    |       |
| 28. März | Hans Weitpert                    | deutscher Verleger und Fußballfunktionär                                                                        | 87    |       |
| 29. März | Anton Krenn                      | österreichischer Fußballspieler                                                                                 | 81    |       |
| 29. März | Juan Luis Martínez               | chilenischer Dichter und Künstler                                                                               | 50    |       |
| 30. März | Arsène Auguste                   | haitianischer Fußballspieler                                                                                    | 42    |       |
| 30. März | Andrée Brunet                    | französische Eiskunstläuferin                                                                                   | 91    |       |
| 30. März | Richard Diebenkorn               | US-amerikanischer Maler                                                                                         | 70    |       |
| 30. März | Gerhard Graband                  | deutscher Anglist, Sprachwissenschaftler und Hochschullehrer                                                    | 72    |       |
| 30. März | Fritz Hintze                     | deutscher Ägyptologe und Sudanarchäologe                                                                        | 77    |       |
| 30. März | Oskar Huemer                     | österreichischer Beamter und Politiker (VdU, SPÖ), Abgeordneter zum Nationalrat                                 | 76    |       |
| 30. März | Roberto Maida                    | argentinischer Tangosänger                                                                                      | 85    |       |
| 30. März | Krystyna Marek                   | polnische Juristin und Völkerrechtlerin                                                                         | 78    |       |
| 30. März | Rubén Rojo                       | spanisch-mexikanischer Schauspieler                                                                             | 70    |       |
| 30. März | Ludwig Wedel                     | deutscher Politiker (SPD), MdL                                                                                  | 83    |       |
| 30. März | Karl Wollermann                  | deutscher Architekt, bildender Künstler, hoher NS-Kultur-Funktionär, erster Direktor der Hochschule für Bild... | 88    |       |
| 31. März | Hans-Dieter Belitz               | deutscher Lebensmittelchemiker                                                                                  | 62    |       |
| 31. März | Max Berk                         | deutscher Unternehmer und Fußballspieler                                                                        | 85    |       |
| 31. März | János Demény                     | ungarischer Musikwissenschaftler                                                                                | 77    |       |
| 31. März | Brandon Lee                      | US-amerikanischer Schauspieler; Sohn von Bruce Lee                                                              | 28    |       |
| 31. März | Antoine Mayala ma Mpangu         | kongolesischer Geistlicher, Bischof von Kisantu                                                                 | 67    |       |
| 31. März | Mitchell Parish                  | US-amerikanischer Komponist und Textdichter                                                                     | 92    |       |
| 31. März | Leonhard von Renthe-Fink         | deutscher Heerespsychologe                                                                                      | 86    |       |
| 31. März | Ernst Rodel                      | Schweizer Journalist und Politiker (SP)                                                                         | 91    |       |
| 31. März | Hüseyin Saygun                   | türkischer Fußballspieler und -trainer                                                                          | 73    |       |
| 31. März | Werner Stein                     | deutscher Politiker (SPD), MdA                                                                                  | 79    |       |
| März     | Tofiq Bəhramov                   | sowjetischer Fußballschiedsrichter und aserbaidschanischer Fußballfunktionär                                    | 68    |       |
| März     | Anton Morosani                   | Schweizer Eishockeyspieler                                                                                      | 85    |       |
| März     | Georg Waitz                      | österreichischer Fußballspieler                                                                                 | 84    |       |